# Подкорчияк
Подкорчияк — посёлок в Новокузнецком районе Кемеровской области. Входит в состав Сосновского сельского поселения.

## География
Центральная часть населённого пункта расположена на высоте 223 метров над уровнем моря.

## Население
По данным Всероссийской переписи населения 2010 года, в посёлке Подкорчияк не проживает постоянного населения.